# Francisco Fernández de la Cueva
Pour les articles homonymes, voir Fernández et Francisco Fernández.
Francisco Fernández de la Cueva Enríquez de Cabrera (1619-1676) est le vice-roi de la Nouvelle-Espagne du 15 août 1653 au 15 septembre 1660.